# Адміністративний поділ Маршаллових Островів

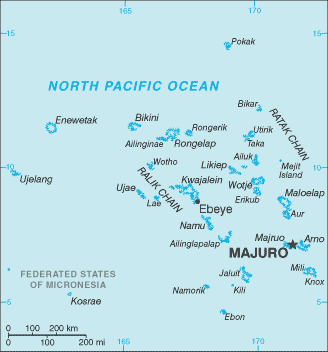
Маршаллові Острови

Маршаллові Острови мають поділ на 24 муніципалітети. Умовно географічно поділяється на два архіпелаги - Ратак (16 атолів та островів) та Ралік (18 атолів та островів), загалом 29 атолів та 5 островів. 
Загалом є 24 населені острови, які мають власні  муніципалітети (Айлінглаплап, Аілук, Арно, Аур, Вото, Вотьє, Джабат, Джалуіт, Ебон, Еніветок, Кваджалейн, Кілі, Лае, Ліб, Лікіеп, Маджуро, Малоелап, Меджіт, Мілі, Наморік, Наму, Ронгелап, Уджае, Утірік. Решта 10 - незаселені острови або атоли.   
Давніше острови поділялися на 33 муніципалітети. 